# Переу
Переу или Переви (осет. Пъереу, груз. პერევი [переви]) — село в Закавказье, расположено в Дзауском районе частично признанной Южной Осетии (согласно административному делению Грузии оно является отдалённой частью села Переви в Сачхерском муниципалитете грузинского края Имеретия). 
Северо-западнее находится одноимённое село Переви (Большое Переви), лежащее за пределами бывшей Юго-Осетинской автономной области в Сачхерском муниципалитете грузинского края Имеретия. Оба села разделяет дорога.
Село Переу иногда называют Малый Перев (осет. Гыццыл Пъереу). 

## Население
Переу или т.н. Малый Переви (в пределах ЮОАО) по данным переписи 1989 года был населён грузинами и осетинами.. 
По переписи населения Южной Осетии 2015 года численность населения села составила 36 жителей.

## История
В мае 2011 года Правительство Южной Осетии, утвердив места пересечения государственной границы в упрощенном порядке для жителей приграничных населенных пунктов, среди четырёх сёл-мест пересечения назвало и Малый Перев (наряду с селениями Синагур, Арцев и Мосабруне), как и среди перечня сёл РЮО, жители которых имеют право на упрощённое прохождение границы РЮО с Грузией — также привело Малый Перев..
На 2016 год место пересечения границы успешно действует, но пропускает только местных жителей, состоящих в специальном списке. Граждане третьих стран через границу не пропускаются.